# 卡薩布蘭卡—丹吉爾高速鐵路
卡薩布蘭卡—丹吉爾高速鐵路（阿拉伯語：خط سرعة فائقة طنجة - الدار البيضاء）是摩洛哥的一条高速鐵路，也是非洲第一条高速铁路。在2005年，摩洛哥政府完成計劃藍圖後，於2007年11月由摩洛哥鐵路公司ONCF開始興建。ONCF計畫未來30年內，在摩洛哥境內部屬長達1500公里的高速鐵路路廊。此計畫的第一步是完成丹吉爾到蓋尼特拉之間的高速鐵路路線，在2018年時完工；蓋尼特拉 – 卡薩布蘭卡路線则以既有鐵路路線進行第一次升級成為高速鐵路（行車時速每小時160公里）。2020年以後，既有路線蓋尼特拉–卡薩布蘭卡（行車時速每小時320公里）將會與卡薩布蘭卡 – 馬拉喀什線同一時間進行路線軌道升級，來使得丹吉爾 - 卡薩布蘭卡線的行車時間變成1小時30分鐘，丹吉爾 – 馬拉喀什線行車時間變成2小時45分鐘。在更早之前的2009年，摩洛哥鐵路公司ONCF與法國鐵路公司SNCF雙方簽署了該條高速鐵路的合作合約。

## 項目資訊
經費來源（總計200億迪拉姆）：
- 政府出資：48億迪拉姆
- 法國與歐洲出資：19億迪拉姆
- 貸款：123億迪拉姆

耗費資金：
- 基礎設施：10億迪拉姆
- 軌道設備：56億迪拉姆
- 鐵道車輛：44億迪拉姆

## 历史
2010年2月ONCF簽署了200億迪拉姆的丹吉爾 － 卡薩布蘭卡高速鐵路融資協議，而在此也初步規劃了工程預計將在2011年年底開工，在2015年12月開始投入營運。爾後正式動工是在2011年9月29日，預計在2015年開始投入第一期營運。
2018年11月15日，丹吉爾-卡薩布蘭卡高速鐵路通车仪式在丹吉尔举行。通车仪式当日开行了发往拉巴特的特别班次，而正式运行将于18年年底开始。国王穆罕默德六世参考伊斯兰先知所骑乘的神话生物布拉克，将高速铁路服务命名为Al Boraq。

## 建設
該線路分為兩段，第一段從丹吉爾到蓋尼特拉，為新建路线。第二段从蓋尼特拉到卡薩布蘭卡，为既有線升級為高速鐵路。长186（116英里）的第一段最高时速可達到320 km/h（200 mph），而长137（85英里）的第二段开通初期以 160每小時（99英里每小時）速度行走，远期升級的最高時速則是220 km/h（140 mph）。第二段线路，蓋尼特拉和卡薩布蘭卡之間的既有线最终会被一条新建高铁线路所取代，新线的动工时间为2020年。线路接触网使用两种供电类型。第一段使用25千伏50赫兹交流电，第二段使用原有的3千伏直流电。ETCS型列车信号系统由安萨尔多STS和Cofely Ineo安装。
在2018年服务开始后，卡萨布兰卡和丹吉尔之间的旅行时间从4小时45分钟减少到2小时10分钟。在未来第二段改用新建的高铁线路后，兩地的行車時間将进一步缩减為1小時30分鐘。
以及從丹吉爾 - 卡薩布蘭卡行車時間1小時05分鐘，更讓卡薩布蘭卡 - 馬拉喀什兩地連結僅需要3個小時（當前高速鐵路尚未通車，兩地行車時間需要10個小時）。

## 列車

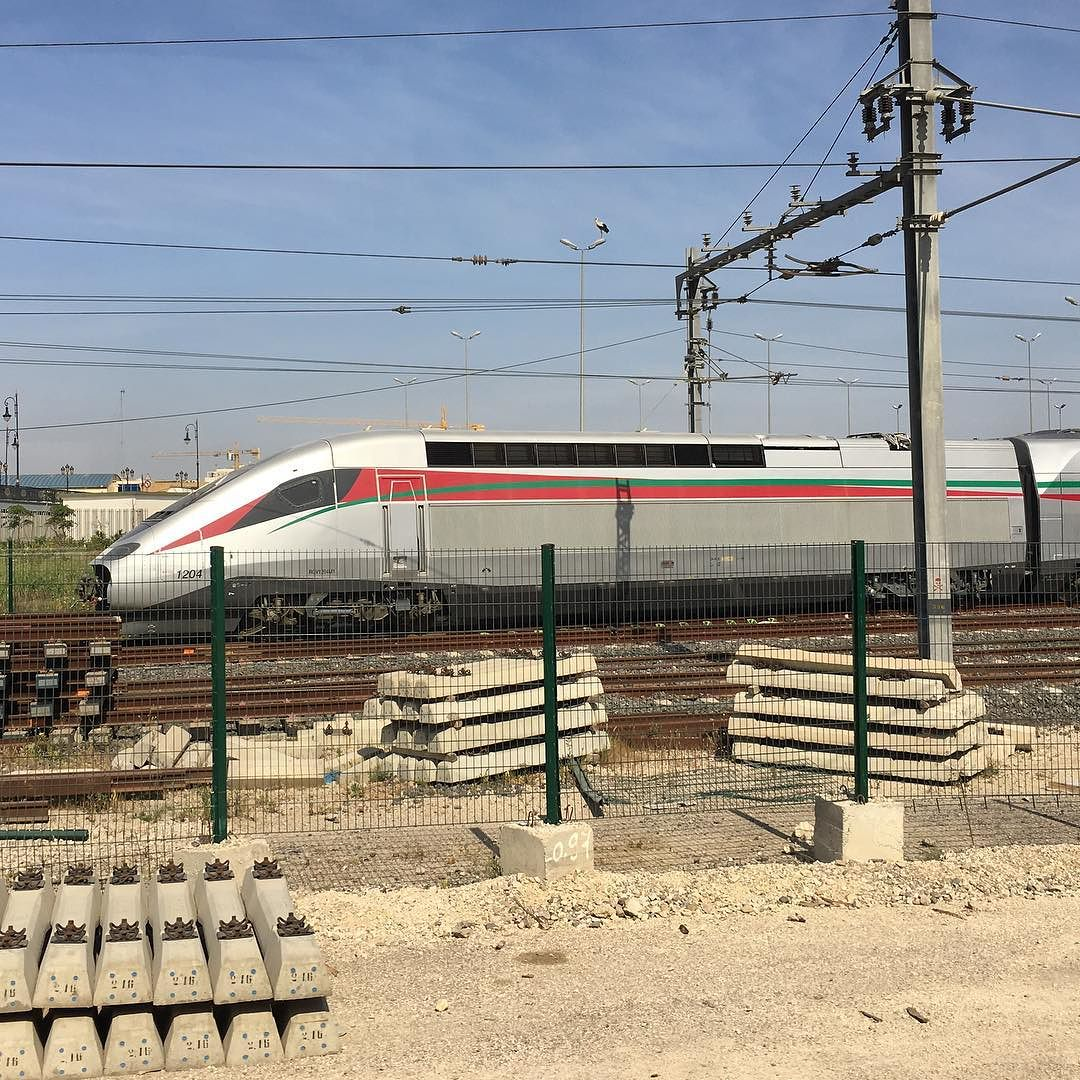
一列ONCF阿尔斯通Euroduplex动车组列车的动力车

2010年12月10日，ONCF 與阿爾斯通簽訂了將近40億歐元的合約來購買14組Euroduplex型号列車。目前投入运营的12列列车均为双层，每列车包含2节动车和8节拖车。每列列車包含2节一等座，5节二等座，和1节餐车，可載運533名旅客。

## 批評
該計畫引來了比起摩洛哥國內交通運輸上更嚴重的經費使用問題，而摩洛哥的前財政部長 Mohamed Berrada 表示，將此筆經費用在鐵路建設上會使得國內貧窮和文盲的問題能有效降低。

## 技術資訊
訊號與行車路線維護系統是由安薩爾多STS以及 Cofely Ineo 進行安裝，該系統將會是歐洲列車控制系統（ETCS）的 Level 1 與 Level 2 ，並且列車行駛最高速將可到達每小時320公里。

## 資料來源
1. ↑  . Al Jazeera. 15 November 2018  [21 November 2018]. （原始内容存档于2020-09-11）.
2. 1 2 3  . Railway Gazette International. 2011年9月29日  [2015年6月17日]. （原始内容存档于2020年11月24日）.
3. ↑  . ONCF.ma. 2006  [2015-06-17]. （原始内容存档于2012-03-28）.
4. ↑  . railway-technology.com. Kable. 8 April 2013  [2015-06-17]. （原始内容存档于2020-09-18）.
5. ↑  . Magharebia. 2009年4月15日  [2015年6月17日]. （原始内容存档于2016年3月3日）.
6. 1 2  . Railway Gazette International. 2010-02-18  [2015-06-17]. （原始内容存档于2020-09-18）.
7. ↑  . 非洲鐵路. 2010年11月29日  [2010-12-01]. （原始内容存档于2012-03-21）.
8. 1 2 3 4 5 6 7 8  . Railway Gazette International. 16 November 2018  [21 November 2018]. （原始内容存档于2020-11-22）.
9. ↑  . Railway Gazette International. 4 April 2013  [5 April 2013]. （原始内容存档于2020-09-18）.
10. ↑  . ONCF.ma. 2006  [2015-06-17]. （原始内容存档于2012-03-28）.
11. 1 2  . Railway Gazette International. 2010年12月10日  [2015年6月17日]. （原始内容存档于2020年11月26日）.
12. ↑  . BBC 線上新聞. 2011年9月29日  [2011年10月13日]. （原始内容存档于2011年10月13日）.
13. ↑  . Railway Gazette International. 2013年4月4日  [2013年4月5日]. （原始内容存档于2020年9月18日）.